# Royal Commission on the Defence of the United Kingdom

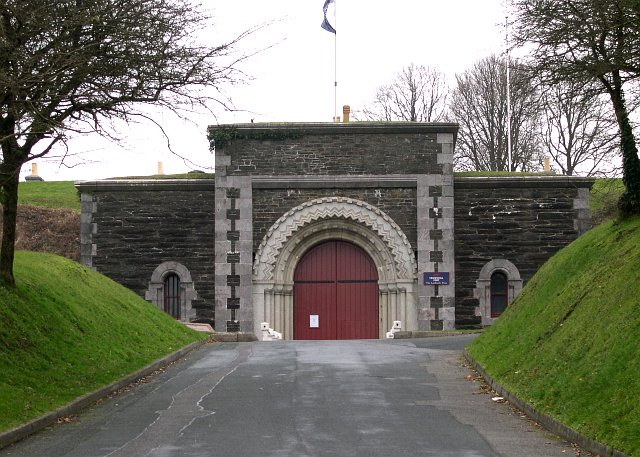
L'entrée du à Plymouth, l'une des fortifications recommandées par la Commission royale de 1859.

La Commission royale sur la défense du Royaume-Uni (en anglais: Royal Commission on the Defence of the United Kingdom) est un comité créé en 1859 pour enquêter sur la capacité du Royaume-Uni à se défendre contre une tentative d'invasion par une puissance étrangère et pour conseiller le gouvernement britannique sur les mesures correctives à prendre. La nomination de la Commission est motivée par l'inquiétude du public concernant la puissance militaire et navale croissante de l'Empire français et est instiguée par le Premier ministre, Henry Temple, 3e vicomte Palmerston, qui s'associe étroitement au projet. L'année suivante, le rapport de la Commission recommande un vaste programme de fortification pour défendre les arsenaux et les bases navales du pays. Bon nombre de ces recommandations sont mises en pratique, cependant, les dépenses importantes, le temps nécessaire pour achever les différents travaux et leur utilité perçue font tous l'objet de débats politiques, médiatiques et de critiques publics.

## Contexte

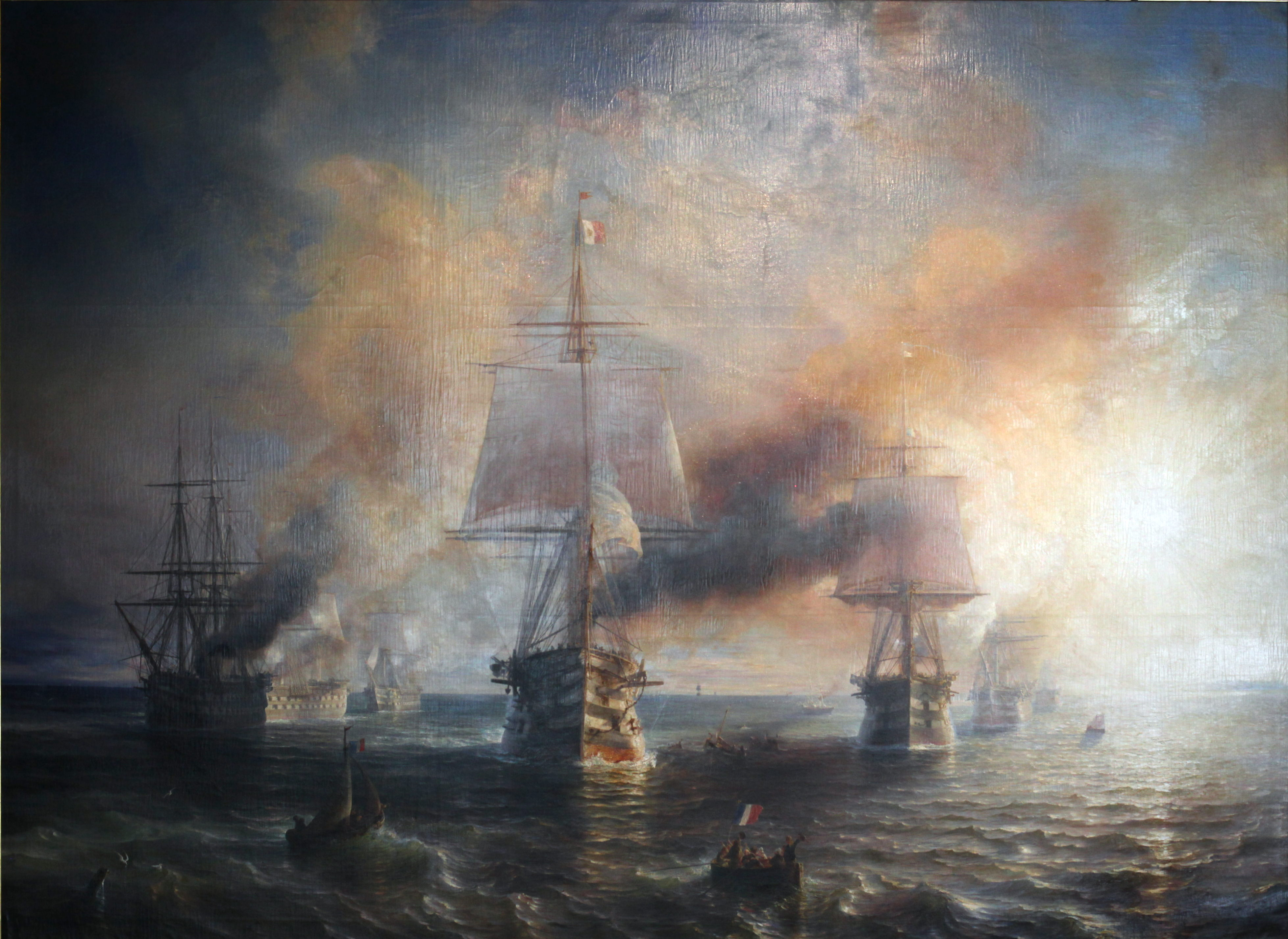
La flotte française quitte Cherbourg à la vapeur et à la voile en 1858; la croissance de la marine française est une source de grave préoccupation au Royaume-Uni.

À la fin des années 1850, on craint sérieusement que la France ne tente d'envahir le Royaume-Uni. La période récente voit de grandes améliorations dans l'artillerie (avec des modèles de canon rayé à chargement par la bouche (RML) et de canon rayé à chargement par la culasse (RBL)) et l'introduction généralisée de la propulsion à vapeur dans les navires. En 1858, la France lance un programme visant à augmenter sa flotte pour avoir 150 navires à vapeur, dont quatre cuirassés, dont le premier, Gloire, supérieur à tout ce qui se trouve dans l'inventaire britannique, est lancé en 1859. La réponse tardive britannique est le HMS Warrior à coque en fer, mais plusieurs navires de ligne en bois obsolètes sont en construction en même temps. Lorsque Palmerston revint au pouvoir en 1859, l'inquiétude du public face à cette course aux armements navals, combinée à l'intervention agressive de Napoléon III dans la Seconde Guerre d'indépendance italienne, lui permet d'agir selon sa conviction que les défenses côtières de la Grande-Bretagne sont insuffisantes pour empêcher une invasion si la Royal Navy est attirée ailleurs.

## Commission

### Membres
La Commission est composée de six éminents officiers de la marine et de l'armée, ainsi que d'un architecte civil :
- Major général Sir Henry David Jones (en) (président)
- Major général Duncan Alexander Cameron
- Contre-amiral George Augustus Eliot (en)
- Major général Sir Frederick Abbott (en), armée indienne
- Capitaine Astley Cooper Key (en), Royal Navy
- Lieutenant colonel John Henry Lefroy, Royal Artillery
- James Fergusson, Écuyer[3]

Le secrétaire de la Commission est le major William Jervois des Royal Engineers, un ingénieur militaire progressiste qui occupe le poste d'inspecteur général adjoint des fortifications. Bien qu'il n'ait pas été nommé commissaire, Jervois semble avoir eu une influence considérable sur la conduite de la Commission. Parmi les commissaires eux-mêmes, Cooper Key est un expert des dernières avancées en matière d'artillerie navale, tandis que Lefroy est un officier d'artillerie expérimenté et compétent qui est l'un des fondateurs de la Royal Artillery Institution. Fergusson est un expert de l'histoire de l'architecture orientale, mais a également publié des livres intitulés : An Essay on a Proposed New System of Fortification: with Hints for its Application to our National Defences (1849), The Peril of Portsmouth; or, French Fleets and English Forts (1852) et Portsmouth Protected: a Sequel to the Peril of Portsmouth (1856).

### Enquêtes
Le 3 novembre 1859, la Commission commence ses travaux par une série d'entretiens avec des experts techniques et des officiers supérieurs de l'armée et de la marine. Parmi les spécialistes, on compte le capitaine Cowper Phipps Coles, héros du siège de Taganrog et expert en bombardement de fortifications depuis la mer. Il est tellement enragé par les nombreuses questions posées par les commissaires qu'on lui demande à deux reprises de quitter la salle pour qu'il puisse reprendre ses esprits. C'est peut-être pour cette raison que la Commission ne se renseigne pas sur le projet pionnier de Coles concernant une tourelle à canon pivotante, qu'il a breveté cette année-là. Parmi les autres personnes interrogées, on trouve le général John Fox Burgoyne, qui a dirigé le siège de Sébastopol et qui est l'actuel inspecteur général des fortifications. Burgoyne estime que la défense du chantier naval de Portsmouth est d'une importance primordiale et qu'il peut être protégé des bombardements par la fortification et la garnison de l'île de Wight, et de Portsdown Hill (en) (la crête qui surplombe Portsmouth depuis le nord). Burgoyne pense également que la côte entre Portsmouth et la Tamise est vulnérable à une invasion et que chaque petit port doit être fortifié. Sir William Armstrong, le concepteur et fabricant de l'artillerie, est longuement interrogé sur les capacités actuelles de l'artillerie rayée moderne et sur les développements futurs probables. Armstrong est d'avis que les derniers canons seraient capables de vaincre certains éléments des fortifications actuelles, comme le mur Carnot (en), mais que la portée maximale de l'artillerie ne dépasserait probablement pas 5 milles à l'avenir.
La Commission effectue également une série de visites sur les sites en question, avant de se réunir pour produire un rapport de leurs conclusions.

## Rapport
Le rapport des commissaires est publié le 7 février 1860. Les commissaires concluent que la flotte, l'armée permanente et les forces volontaires, même combinées, ne suffisent pas à assurer une défense suffisante contre une invasion. De plus, ils estiment que le littoral qu'ils considèrent comme menacé, les 1 100 kilomètres allant de Humber à Penzance, ne peut pas être complètement fortifié et recommandent donc que "les fortifications de ce pays soient limitées aux points... dont la possession offrirait des bases d'opérations sûres". Un plan détaillé et un chiffrage sont établis pour chaque endroit nécessitant des défenses, y compris les forts déjà en construction, ce qui donne lieu à un programme massif. Les dépenses totales prévues pour l'achat de terrains et les coûts de construction (y compris certains fonds déjà convenus mais non encore fournis) sont les suivantes :
| Zone       | Coût en £  |
| ---------- | ---------- |
| Plymouth   | 3 020 000  |
| Portsmouth | 2 800 000  |
| Pembroke   | 765 000    |
| Portland   | 630 000    |
| Thames     | 180 000    |
| Medway     | 450 000    |
| Chatham    | 1 350 000  |
| Woolwich   | 700 000    |
| Dover      | 335 000    |
| Cork       | 120 000    |
| Total      | 10 350 000 |

Les estimations comprennent également un total de 500 000 £ pour l'armement de ces ouvrages (une somme qui s'est avère optimiste) et 1 000 000 £ pour la construction de batteries flottantes, soit un total de 11 850 000 £. Les commissaires suggèrent également qu'une force d'artilleurs volontaires soit constituée pour équiper les canons des nouveaux ouvrages.

## Mise en œuvre
Le gouvernement, bien que globalement d'accord avec le rapport, estime qu'il est trop ambitieux pour être accepté par le Parlement dans sa forme originale et s'efforce donc de réduire le nombre de travaux prévus tout en essayant de conserver les objectifs du projet pour chaque localité. Parmi les forts prévus qui ne sont pas réalisés, on en compte quinze à Plymouth, dix à Pembroke, six à Portsmouth et quatre à Chatham, les batteries flottantes sont également supprimées, ce qui se traduit par une économie totale de 3 930 000 £. Palmerston dépose finalement le projet de loi sur les fortifications devant une Chambre des communes stupéfaite le 23 juillet 1860. L'opposition vient de ceux qui pensent qu'il n'y a pas de menace de la part de la France et de ceux qui pensent qu'une plus grande sécurité doit être obtenue en dépensant davantage pour la marine. Les principaux opposants sont le radical Richard Cobden et son allié, William Ewart Gladstone, alors chancelier de l'Échiquier, qui ont récemment conclu le traité Cobden-Chevalier, un accord de libre-échange avec la France. Le projet de loi est accepté sous le nom de Fortifications (Provisions for Expenses) Act 1860, prévoyant une somme initiale de deux millions de livres et des paiements ultérieurs financés par des prêts pour un total de neuf millions.
Au moment où les fortifications sont achevées dans les années 1880, il est clair que les Français n'ont pas sérieusement prévu d'envahir le pays. La guerre franco-prussienne de 1870-1871 élimine la menace et les forts sont surnommés Palmerston's Follies. L'un des objectifs principaux des fortifications étant la dissuasion, ce jugement est sévère, mais avec le développement rapide de la conception des navires de guerre au cours de cette période, le temps nécessaire à la planification et à la mise en œuvre des travaux aurait toujours posé des problèmes pour garantir que les défenses seraient capables de vaincre une force d'attaque française.

## Développement
Les types de fortifications construites à la suite de la Commission royale se répartissent en deux catégories principales : les batteries côtières et les forts terrestres.

### Batteries côtières
L'objectif principal des batteries côtières est de fournir des positions protégées à l'artillerie côtière lourde qui serait capable d'engager les navires de guerre et les transports de troupes ennemis. Cependant, lorsque les batteries sont proches du rivage et peuvent être directement attaquées par les tirs ennemis, chaque canon lourd est monté dans une casemate, une chambre voûtée avec une embrasure pour le tir du canon qui est percée à travers un bouclier blindé. Comme le fait d'être montée dans un espace clos limite la rotation du canon, les casemates sont disposées en une longue rangée incurvée afin que les canons de la batterie puissent suivre la progression d'un navire ennemi qui passe, chaque arme l'engageant à son tour. L'arrière de la batterie est fermé soit par un simple mur percé de meurtrières, soit par un bâtiment défensif plus élaboré qui sert également de caserne pour la garnison. L'objectif de ces défenses arrière est qu'elles soient suffisamment solides pour empêcher la batterie d'être prise par l'infanterie ennemie, mais suffisamment faibles pour être démolies si la batterie tombe aux mains de l'ennemi. Dans deux forts, Fort Darnet (en) et Fort Hoo (en), les casemates forment un cercle complet; d'autres ouvrages circulaires sont construits comme forts maritimes avec des fondations sur le fond marin, entièrement entourés d'eau. Un certain nombre de travaux côtiers de la Commission royale sont des améliorations de fortifications existantes, comme le château de Pendennis du XVIe siècle à Falmouth.

### Forts terrestres
Les fortifications terrestres sont destinés à empêcher une force ennemie qui aurait pu débarquer sur une plage non défendue de marcher par voie terrestre et d'attaquer un chantier naval par l'arrière, ou simplement de le bombarder. Ces forts sont construits dans le nouveau style polygonal sans les bastions traditionnels et généralement situés de manière à former une "forteresse circulaire", de sorte que chaque fort puisse soutenir son voisin avec des tirs d'artillerie. La construction de certains forts terrestres à Portsmouth et Plymouth a déjà commencé dans les années 1850 et les travaux sur la forteresse circulaire de Chatham ne commencent qu'en 1875, ce qui donne lieu à des conceptions très différentes au fil des décennies, les théories militaires ayant changé.